# Askidiosperma rugosum
Askidiosperma rugosum är en gräsväxtart som beskrevs av E.Esterhuysen. Askidiosperma rugosum ingår i släktet Askidiosperma och familjen Restionaceae. Inga underarter finns listade i Catalogue of Life.